# 察哈尔路
察哈尔路是南京市鼓楼区的道路，始建于1927年，1930年以察哈尔省为名。北起中山北路，西南至华严岗。
南京师范大学附属中学位于此路。